# The Dad Horse Experience
The Dad Horse Experience ist ein vom Bremer Musiker und Liedermacher Dad Horse Ottn (eigentlich Dirk Otten) im Jahre 2006 gegründetes musikalisches Solo- und Bandprojekt.

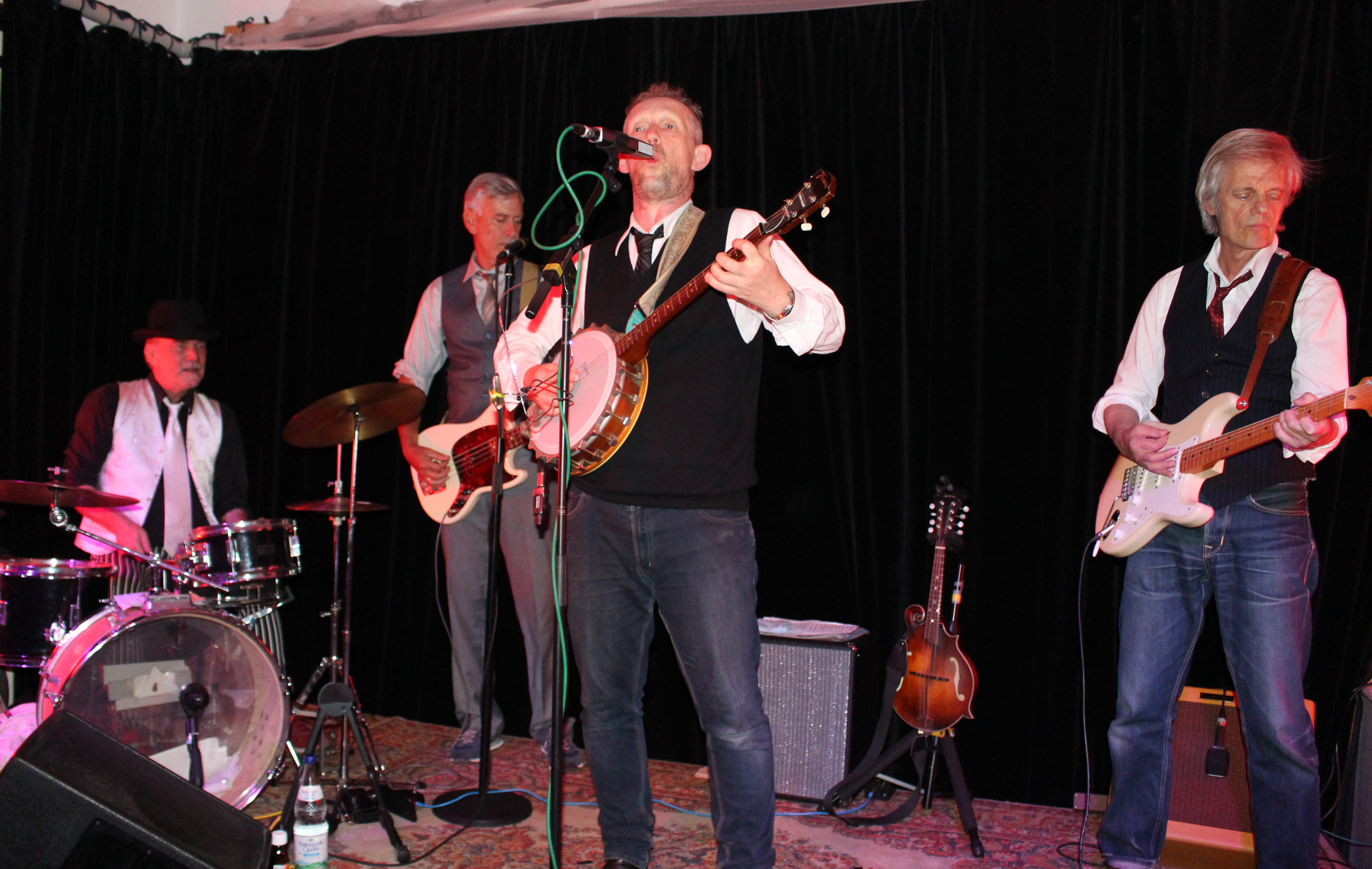
The Dad Horse Experience (2023)

## Geschichte
Nach einer Reihe lokaler Auftritte begann Dad Horse Ottn 2008 eine ausgedehnte Tourtätigkeit. Im selben Jahr erschien sein Debütalbum Too Close to Heaven beim deutschen Label Fuego und dem US-amerikanischen Label Devils Ruin Records. Seine Touren führten ihn durch Europa, Russland, Australien, Tasmanien und die USA. 2013 spielte er auf dem Muddy Roots Festival in Tennessee, 2016 auf dem Muddy Roots Europe und 2017 auf dem Musikfestival Paaspop in den Niederlanden. Alle seine Alben erschienen bei Fuego, seine Vinyl-Singles bei off label records (Deutschland) oder dem Muddy Roots Vinyl Club (USA).
Nachdem sich die Dad Horse Experience in ihren ersten Jahren vor allem im europäischen Ausland und den USA einen Ruf erspielt hatte, konnte sie allmählich auch im deutschen Sprachraum reüssieren. U.a. ist sie regelmäßig auf den Playlists der Sendung Zündfunk des Bayerischen Rundfunks vertreten; 2016 war Dad Horse Ottn dort auch in einer Sendung als Studiogast von Karl Bruckmaier eingeladen.
Seit 2019 spielt The Dad Horse Experience mit einem bis zu sechsköpfigen Ensemble. Begleitet wird er dabei u. a. von Ayumi Tovazzi (Geige), Matze Schinkopf (Blasinstrumente), Michael Jungblut (E-Gitarre), Olaf Liebert (Bass) und Hanno Janssen (Schlagzeug).

## Stil
Als Solomusiker zeichnet sich Dad Horse Ottn durch ein ungewöhnliches Instrumentarium aus, das im Wesentlichen auf der Kombination von vierseitigem Banjo und Basspedal basiert. Seine Originalkompositionen in englischer und deutscher Sprache bewegen sich stilistisch zwischen den Genres Alternative Country und Chanson. Seine Texte zeichnen sich durch die Verbindung von Schwermut und trockenem Humor aus. Charakteristisch ist der Ausdruck eines spirituellen Sehnens im Stil der Oldtime-Gospel-Tradition, verbunden mit einer rotzigen Punk-Attitüde und teilweise expliziter Sprache. Dad Horse Ottn bezeichnet seine Musik selber als „Keller-Gospel“ oder „Keller-Country“.

## Diskografie

### Singles & EPs
- 2008: Modern Sounds in Country & Gospel Music (EP)
- 2009: Electric Gates of Heaven
- 2010: Lord Must Fix My Soul
- 2011: Kingdom It Will Come
- 2013: In My Time of Dying / Folsom Prison Blues
- 2022: Nacht wie ein Messer / Cuxhaven

### Alben
- 2008: Too Close to Heaven
- 2011: Dead Dog on a Highway
- 2012: Live in Melbourne
- 2015: Best Of
- 2016: Eating Meat Balls on a Blood – Stained Matress in a Huggy Bear Hotel
- 2017: I Am A Stranger Here Below
- 2022: At the Limbo
- 2023: Weihnachten im Emsland